# 波盖茨
波盖茨（德語：Pogeez）是德国石勒苏益格－荷尔斯泰因州的一个市镇。总面积4.51平方公里，总人口377人，其中男性199人，女性178人（2011年12月31日），人口密度84人/平方公里。